# Roberto di Mortain
Roberto di Mortain chiamato anche Roberto di Conteville, in francese Robert de Conteville dit Robert de Mortain, parfois Robert de Burgh (Normandia, 1040 circa – Normandia, 8 dicembre 1090) fu conte de Mortain dal 1049, e conte di Cornovaglia (circa dal 1075). Nel regno d'Inghilterra fu il terzo in ordine di ricchezza dopo il fratellastro, Guglielmo ed il fratello, Oddone.

## Origine
Sia secondo il monaco e cronista normanno Guglielmo di Jumièges, autore della sua Historiæ Normannorum Scriptores Antiqui, che secondo il monaco e cronista inglese, Orderico Vitale, Roberto era il figlio secondogenito del cavaliere Erluino di Conteville (circa 1001-ca. 1066) e di una donna di umili origini, Herleva o Arletta di Falaise (circa 1010-ca. 1050), che, sempre secondo Guglielmo di Jumièges era figlia di Fulberto o Herberto, un cameriere del duca (Herleva Fulberti cubicularii ducis filia) e della moglie Duda o Duwa, come ci conferma la Chronica Albrici Monachi Trium Fontium. Di entrambi i genitori di Arletta non si conoscono i nomi degli ascendenti; secondo lo storico britannico, William John Corbett, professore a Cambridge era la figlia del conciatore Fulberto di Falaise, che secondo la professoressa britannica, Elisabeth M. C. van Houts pare fosse preparatore di salme o come lo chiameremmo al giorno d'oggi, «impresario di pompe funebri».
Erluino di Conteville, di cui, dagli scritti dei cronisti a lui contemporanei non si conoscono i suoi ascendenti, solo da fonti successive sappiamo che era figlio di Giovanni di Conteville, mentre sia il nome che gli ascendenti della madre ci sono sconosciuti, era un nobile di modesta importanza, che aveva una piccola signoria vicino alla foce della Senna che era leale al duca Roberto.

## Biografia
Sua madre Herleva era stata sposata, more danico ossia secondo l'uso vichingo quindi pagano, in prime nozze al giovane (circa suo coetaneo) conte di Hiesmois, Roberto, figlio maschio secondogenito di Riccardo II il Buono, duca di Normandia, e, quando aveva sposato Erluino, nel 1035, come confermano sia Guglielmo di Jumièges, sia in seguito Orderico Vitale, sia il cronachista, priore dell'abbazia di Bec e sedicesimo abate di Mont-Saint-Michel, Robert di Torigny,, era già madre di un bambino, nato da quell'unione, Guglielmo, futuro duca di Normandia e re d'Inghilterra, che sarà famoso col soprannome di Conquistatore, che come sostiene il The Chronicles of Florence of Worcester with two continuations (London), Oddone e suo fratello Roberto erano fratelli di Guglielmo solo per parte di madre.
Qualcuno ipotizza addirittura che fu Roberto I il Magnifico a donare Arlette al Cavaliere, Erluino di Conteville, prima della sua partenza per Gerusalemme, come Guglielmo di Malmesbury, monaco benedettino dell'abbazia di Malmesbury, nel Wiltshire (Wessex), nel suo de Gestis Regum Anglorum libri quinque, afferma che il matrimonio fu celebrato quando Roberto era ancora in vita.
Roberto nacque in Normandia, dopo il 1038, probabilmente verso il 1040, ma non si conosce la data precisa.
Sua madre Arletta morì verso il 1050 e suo padre, Erluino, si sposò in seconde nozze con Fredesenda, di cui non si conoscono gli ascendenti, che gli dette tre figli.
Ben presto Roberto fu tra i collaboratori più stretti di Guglielmo e durante la guerra contro il re di Francia, Enrico I, che invase la Normandia due volte, nel 1054 e ancora nel 1058, ma in entrambe le occasioni Enrico fu sconfitto: la prima volta a Mortemer, non lontano da Aumale; la seconda a Varaville, presso la foce del Dives.
Dopo che il suo fratellastro, il duca di Normandia, Guglielmo ebbe stabilizzato la situazione del ducato di Normandia, dopo il 1060, Roberto ottenne la contea di Mortain, al posto di Guglielmo Guerlenc, nipote di Riccardo I di Normandia, sospettato di tradimento che, secondo Guglielmo di Jumièges, aveva rivelato a Roberto Bigot, un suo parente, l'idea di un complotto contro il duca Guglielmo; venuto a conoscenza del complotto, tramite lo stesso Roberto Bigot, il duca Guglielmo elevò il fratellastro a conte di Mortain, dopo aver deposto e bandito dal ducato Guglielmo Guerlenc, che ebbe il permesso di recarsi in Puglia, accompagnato da un solo scudiero.
Oltre che essere stato nominato conte di Mortain, suo fratellastro, Guglielmo il Bastardo, aveva donato a Roberto, diversi feudi; inoltre, secondo Orderico Vitale, Roberto (Rodbertus comes Moritoliensis, Willermi ducis uterinus frater) era divenuto uno dei principali collaboratori del suo fratellastro.
Nel 1066, Guglielmo, appena apprese la notizia dell'incoronazione di Aroldo II d'Inghilterra, inviò messaggeri in Inghilterra per ricordare allo stesso Aroldo la promessa fattagli e poi in tutta Europa per denunciare lo spergiuro, e, con l'approvazione del Papa Alessandro II, progettò l'invasione dell'Inghilterra.
Alla riunione (concilio di Lillebonne) in cui fu decisa la spedizione in Inghilterra partecipò anche Roberto (Rodbertus comes Moritoliensis) e fu tra capi dei Normanni che appoggiarono la spedizione in Inghilterra del duca di Normandia, Guglielmo I di Normandia detto il Bastardo, come conferma Orderico Vitale.
Roberto accompagnò il fratellastro in Inghilterra e prese parte alla battaglia di Hastings e subito dopo, il fratellastro gli concedette diversi domini in Cornovaglia, come viene confermato a p. 428 del volume III del Complete Peerage(non consultato), anche se il titolo di conte di Cornovaglia andò a Brian di Bretagna, che, anche lui aveva ricevuto ricompense in terra nel Suffolk e in Cornovaglia.
Roberto fu tra i principali collaboratori del fratellastro, nella sottomissione del regno d'Inghilterra nel periodo (1066-1069). Nel 1069 Roberto fu tra coloro che dovettero affrontare un'imponente armata navale danese, sbarcata nell'Humber e unitasi ai ribelli di Edgardo Atheling, che aveva l'appoggio del Re di Scozia Malcolm Canmore, riuscendo a sconfiggerli a sud dell'Humber, nella zona di York, e metterli in fuga.
Per tutto ciò il fratellastro prima lo ripagò con una notevole quantità di feudi in diverse contee inglesi e poi, nel 1075, quando, a seguito della rivolta di Ralph de Gael, II conte di Norfolk, Brian di Bretagna lasciò l'Inghilterra, dopo essere stato destituito, lo nominò conte di Cornovaglia.
Nel 1086, nella compilazione del Domesday Book, a Roberto risultarono assegnate 797 manors (signorie): 248 in Cornovaglia, 54 nel Sussex, 75 nel Devon, 49 nel Dorset, 29 nel Buckinghamshire, 13 nell'Hertfordshire, 10 nel Suffolk, 99 nel Northamptonshire, 196 nello Yorkshire, e 24 nelle altre contee. Praticamente Roberto governava buona parte del sud ovest dell'Inghilterra e lo rendeva molto ricco.
Roberto rimase fedele a suo fratellastro Guglielmo anche quando quest'ultimo, nel 1182, entrò in urto con il fratello di Roberto, il vescovo di Bayeux e conte del Kent, Oddone, che fu imprigionato a Rouen.
Nel 1083, fece una donazione, col consenso del fratellastro il duca e re, Guglielmo all'abbazia benedettina di Saint-Benoît-sur-Loire, oggi Abbazia di Fleury.
Pare che Roberto ottenne la liberazione di Oddone, quando, nel 1087, Guglielmo era sul letto di morte. E in quella stessa occasione perorò la causa del nipote, Roberto II il Corto, che era in esilio, per fargli avere la contea di Normandia (il The Chronicles of Florence of Worcester with two continuations (London), conferma che Oddone, con tanti altri che erano stati incarcerati, furono liberati, per ordine di Guglielmo il Conquistatore, che dispose che il figlio primogenito, Roberto, ottenesse il titolo di duca di Normandia, mentre il regno d'Inghilterra andasse al secondogenito, Guglielmo II il Rosso.
Dopo l'incoronazione (26 settembre 1087) a re d'Inghilterra del nipote Guglielmo II il Rosso, Oddone, rientrato in Inghilterra, nella sua contea del Kent, fu a capo della ribellione dei baroni che, nel 1088, si ripromettevano di portare sul trono d'Inghilterra l'altro nipote di Oddone, Roberto II il Corto, come conferma anche il The Chronicles of Florence of Worcester with two continuations (London). Secondo il Corbett, i favori della nobiltà andavano a Roberto Cosciacorta o il Corto, perché ritenuto di carattere più debole del fratello, Guglielmo II il Rosso e quindi migliore per gli interessi e le ambizioni della nobiltà.
Forse Oddone, ritenendo l'Arcivescovo di Canterbury, Lanfranco responsabile delle sue disgrazie e volendo vendicarsi, sposò la causa dei rivoltosi, in quanto Lanfranco e la maggioranza del clero si erano schierati con Guglielmo II, così come i baroni dell'est e del nord dell'Inghilterra. Guglielmo il Rosso comunque, riuscì a chiamare a raccolta gli inglesi (i nativi che fornirono i combattenti a piedi) e a sconfiggere, nel corso del 1088, la ribellione, forte soprattutto nel Kent e nel Sussex, organizzata intorno a Oddone e suo fratello, Roberto di Mortain, anche perché Roberto Cosciacorta o il Corto, come sempre a corto di denaro non si fece vivo in Inghilterra a sostenere i suoi seguaci.
Sempre secondo il The Chronicles of Florence of Worcester with two continuations (London), Oddone, avendo fortificato Rochester, aveva richiesto l'intervento del nipote, Roberto, che dalla Normandia, aveva inviato un piccolo corpo di armati, promettendo di arrivare al più presto in aiuto di Oddone; ma Guglielmo II, con l'aiuto di Lanfranco, reagì e riuscì ad avere ragione dei rivoltosi prima dell'intervento di Roberto.
Durante la ribellione Roberto difese il suo castello di Pevensey e resistette ad un assedio di sei settimane, condotto dal re in persona. Dopo la sconfitta della ribellione, del 1088, mentre Oddone fu bandito dal regno d'Inghilterra, la contea del Kent gli venne confiscata e fu costretto a rientrare in Normandia, a Bayeux, dove era ancora vescovo, Roberto venne perdonato e si ritirò a vivere in Normandia.
Roberto morì nel 1090. L'Ex Obituario ecclesiæ Moretoniensis riporta il giorno della morte di Oddone: l'8 dicembre. Roberto fu inumato nell'abbazia di Notre-Dame a Grestain, nell'Eure, in Alta Normandia, dove era stata sepolta la prima moglie, Matilde.
Nei titoli di conte di Mortain e di Cornovaglia gli succedette il figlio Guglielmo.
Guglielmo di Malmesbury ci ha lasciato una descrizione di Roberto: «un uomo di indole severa e pigra, ma a cui non si può attribuire nessun brutto crimine. Ebbe il coraggio della sua razza e le azioni sotto il suo comando non sono mai state associate a atti di crudeltà. Come marito, nessuno scandalo fu mai associato al suo nome. Non si hanno notizie su eventuali discordie che avrebbero potuto disturbare la sua tranquillità domestica».

## Matrimoni e discendenza
Verso il 1058, Roberto, in accordo col fratellastro, il duca Guglielmo, sposò Matilde di Montgomery († circa 1085), figlia di Ruggero II di Montgomery, che sarà il primo conte di Shrewsbury, e Mabel di Bellême, come ci conferma Orderico Vitale. Da Matilde Roberto ebbe quattro figli:
- Guglielmo[36][38] (circa 1060 – circa 1140), conte di Mortain e di Cornovaglia, sino al 1106, quando fu sconfitto e fatto prigioniero col cugino, il duca di Normandia, Roberto II il Corto, alla battaglia di Tinchebray, dall'altro cugino, il re d'Inghilterra, Enrico I Beauclerc.
- Agnese[36] († dopo il 1127), che sposò Andrea, signore di Vitré, verso il 1087[36];
- Emma[36] († circa 1126), sposò il conte di Tolosa, Guglielmo IV[36] (circa 1040-1094), figlio primogenito del conte di Tolosa, conte di Nîmes e conte d'Albi, Ponzio e di Almodis de La Marche (come risulta dal Chronicon sancti Maxentii Pictavensis, Chroniques des Eglises d'Anjou[39] e dalla Chronica Albrici Monachi Trium Fontium[40] (1020-1071). Emma, in due donazioni del 16 giugno del 1080, anno del matrimonio, risulta essere la contessa di Tolosa: la nº 336, par. II del volume V delle Preuves de l'Histoire Générale de Languedoc[41] e la nº 336, par. III successiva[42]. Emma venne ancora citata in altri due documenti: 
  - dalla figlia Filippa, che si definisce figlia di Emma (ego Philippa Emmae filia) nel documento n° XXVII del volume IV delle Preuves de l'Histoire Générale de Languedoc[43], inerente ad un trattato con il visconte di Béziers;
  - dal nipote, Guglielmo X, duca d'Aquitania, che la cita come la contessa di Tolosa mia nonna (comitissa Tolosae avia mea) nel documento n° XXIX della Gallia Christiana, Tome II, Instrumenta, inerente ad una donazione fatta alla chiesa di Notre-Dame di Saintes[44].
- Denise[36] (1070 circa - 1090), sposò Guido II, signore di Laval[36], nel 1078.

rimasto vedovo, Roberto, nel 1088, sposò Almodis, in seconde nozze.
Da Almodis Roberto ebbe un figlio: 
- Roberto (circa 1090-?), probabilmente morto giovane.

### Fonti primarie
- (LA)  Preuves de l'Histoire Générale de Languedoc, tome IV.
- (LA)  Preuves de l'Histoire Générale de Languedoc, tome V.
- (LA)  Chronicon sancti Maxentii Pictavensis, Chroniques des Eglises d'Anjou.
- (LA)  Rerum gallicarum et francicarum scriptores, tomus XXIII.
- (LA)  Florentii Wigorniensis monachi Chronicon, Tomus II.
- (LA)  Scriptores rerum gestarum Willelmi Conquestoris.
- (EN)  The Chronicles of Florence of Worcester with two continuations.
- (LA)  Chronique de Robert de Torigni, abbé du Mont-Saint-Michel, vol I.
- (LA)  Chronique de Robert de Torigni, abbé du Mont-Saint-Michel, vol II.
- (LA)  Monumenta Germanica Historica, tomus XXIII.
- (LA)  Ordericus Vitalis, Historia Ecclesiastica, vol. II.
- (LA)  Ordericus Vitalis, Historia Ecclesiastica, vol. III, liber VI - IX.
- (LA)  Ordericus Vitalis, Historia Ecclesiastica, vol. II, liber III - V.
- (LA)  Ordericus Vitalis, Historia Ecclesiastica, vol. IV, liber X - XIII.
- (LA)  Ordericus Vitalis, Historia Ecclesiastica, vol. unicum.
- (LA)  Historiæ Normannorum Scriptores Antiqui.

### Letteratura storiografica
- William John Corbett, "L'evoluzione del ducato di Normandia e la conquista normanna dell'inghilterra", cap. I, vol. VI (Declino dell'impero e del papato e sviluppo degli stati nazionali) della Storia del Mondo Medievale, 1999, pp. 5–55.
- William John Corbett, "Inghilterra, 1087-1154", cap. II, vol. VI (Declino dell'impero e del papato e sviluppo degli stati nazionali) della Storia del Mondo Medievale, 1999, pp. 56–98.